# Manuel de Amat y Junient
Felipe Manuel Cayetano de Amat y Junyent (Vacarisses, 21 marzo 1707 – Barcellona, 14 febbraio 1782) è stato un generale spagnolo.
Fu governatore Reale del Cile dal 28 dicembre 1755 al 9 settembre 1761 e viceré del Perù dal 12 ottobre 1761 al 17 luglio 1776.

## Origini e carriera militare
Felipe Manuel Cayetano de Amat y de Junyent nacque nel marzo del 1707 a Vacarisses (vicino a Barcellona), in un'aristocratica famiglia catalana. Il padre era José de Amat y de Planella, marchese di Castellbell, e la madre era Mariana de Junyent y de Vergós, figlia del marchese di Castellmeià.
Entrò nell'esercito fin da giovane. Nel 1719 assistette agli scontri con i francesi in Aragona. All'età di 17 anni si unì al Sovrano Militare Ordine di Malta trasferendosi sull'isola, dove rimase per quattro anni. In seguito servì nelle guerre in Africa, ottenendo il comando di un reggimento di dragoni.
Si distinse nella battaglia di Bitonto nel Regno di Napoli (25 maggio 1734). Qui faceva parte del contingente comandato da José Carrillo de Albornoz, che sconfisse gli austriaci a Bitonto nel corso della guerra di successione polacca. Partecipò anche all'assedio di Gaeta sempre nel 1734.
Fu promosso a maresciallo di campo.

## Governatore del Cile
Nel 1755 fu inviato in America come governatore e presidente della Audiencia del Cile. Attraversò tutta la colonia, ordinando la costruzione di fortificazioni sulla costa e lungo a frontiera con i Mapuche (ad esempio Santa Bárbara). Fondò le città di Talcamávida, Hualqui e Nacimiento. Iniziò la discussione di alcuni trattati con i Mapuche a Salto del Laja nel 1758 ed a Santiago del Cile nel febbraio del 1760. Il suo obbiettivo era quello di garantire la sicurezza delle comunicazioni tra Concepción e Chiloé, ma riuscì solo in parte.
A Santiago iniziò importanti lavori pubblici e compiti amministrativi, tra cui il miglioramenti dei ponti sul Mapocho, un mercato in Plaza de Armas e la riforma dell'Università Reale di San Felipe (1757). Il 12 ottobre 1758 istituì la prima forza di polizia del Cile, chiamata Dragones de la Reina (Dragoni della Regina). Questo nome fu conservato fino all'indipendenza del Cile quando, nel 1812, divenne Dragones de Chile.
Chiese ed ottenne un juicio de residencia, che si concluse in suo favore.

## Viceré del Perù
Il 12 ottobre 1761 prese il posto di José Manso de Velasco come viceré del Perù, mantenendo la carica fino al 17 luglio 1776, quando l'incarico fu assunto da Manuel de Guirior.
Fece costruire la fortezza di Real Felipe a Callao, terminata nel 1774. Nel settembre del 1767, in seguito a ordini della corona, espulse i gesuiti dalla colonia. Fondò il Collegio Reale di San Carlos.
Svolse molte opere pubbliche a Lima. Probabilmente le più famose sono la Alameda de los Descalzos e il Paseo de Aguas, nel distretto di Rímac. Rimodellò anche la Alameda de Acho.
Secondo la tradizione il Paseo de Aguas fu costruito in onore della donna che amava, l'attrice meticcia (entrambi fattori di grande scandalo) Micaela Villegas, meglio nota come La Perricholi. Secondo la storia, quando il viceré la corteggiava, ella rispose che avrebbe accettato il suo amore solo quando egli avesse portato la luna ai suoi piedi. Amat y Junient ordinò quindi la costruzione del Paseo de Aguas davanti a casa di lei: si tratta di un acquedotto proveniente dal fiume Rímac con una fontana ed una lunga vasca stretta, con una passeggiata ai suoi lati. La notte della successiva luna piena la invitò a passeggio e le mostrò il riflesso della luna nella vasca, quindi, secondo la sfida che gli aveva lanciato, "ai suoi piedi".
La vita della Perricholi ispirò pittori, scrittori e musicisti. Fornì le basi per il romanzo comico di Prosper Mérimée intitolato Le Carrosse du Saint-Sacrement, che a sua volta fu la base del La Périchole di Jacques Offenbach e del film La carrozza d'oro di Jean Renoir (1953). Lei ed il viceré furono anche i protagonisti del romanzo Il ponte di San Luis Rey di Thornton Wilder.
Sempre sotto l'amministrazione Amat fu costruita da Agustin de Landaburu la Plaza de Toros de Acho, la terza arena più antica al mondo sopravvissuta. Fu la prima arena per corrida del Perù, e fu inaugurata con una corrida e grandi celebrazioni il 22 febbraio 1762.
Temendo che le esplorazioni del capitano James Cook potessero portare alla creazione di basi britanniche da cui attaccare il Perù, organizzò una spedizione comandata da Domingo de Bonechea a Tahiti, giungendo poco dopo Cook, ma in tempo per esplorare altre isole non viste da Cook. Nei viaggi seguenti ordinati da Amat, de Bonechea scoprì buona parte della Polinesia francese.
Organizzò anche la spedizione di Juan Antonio de Buenechea per cercare la nave Oriflama, pilotata dal parente Manuel de Buenechea.
Amat scrisse le prime regole sul commercio, che portarono alla costruzione di dogane a Callao.

## Ultimi giorni
Amat tornò a Barcellona il 22 ottobre 1777. Sposò solo María Francisca de Fivaller y de Bru nel giugno del 1779. Lui aveva 72 anni, e lei 24. Amat morì a Barcellona il 14 febbraio 1782. La vedova morì il 3 ottobre 1791, senza dare ad Amat eredi legittimi.